# Circondario della Müritz
Il circondario della Müritz (in tedesco: Landkreis Mecklenburg-Strelitz) era un circondario del Land tedesco del Meclemburgo-Pomerania Anteriore. Esistette dal 1994 al 2011.

## Storia
Il circondario fu creato nel 1994.
Il 4 settembre 2011 fu fuso con la città extracircondariale di Neubrandenburg, il circondario rurale del Meclemburgo-Strelitz, più parte del circondario di Demmin, formando il nuovo circondario della Mecklenburgische Seenplatte.

## Geografia antropica
Al momento dello scioglimento, il circondario si componeva di un comune extracomunitario (Amtsfreie Gemeinde) e quattro comunità (Ämter), che raggruppavano complessivamente 4 città e 63 comuni.

### Comuni extracomunitari (Amtsfreie Gemeinden)
1. Waren, Città * (21.236)

### Comunità (Ämter)
sede del capoluogo *
| - 1. Malchow 1. Alt Schwerin (565) 2014 in Malchow 2. Fünfseen (1.258) 3. Göhren-Lebbin (635) 2014 in Malchow 4. Malchow, Città * (7.104) 5. Nossentiner Hütte (724) 2014 in Malchow 6. Penkow (295) 2014 in Malchow 7. Silz (372) 2014 in Malchow 8. Walow (565) 2014 in Malchow 9. Zislow (190) 2014 in Malchow - 2. Penzliner Land 1. Ankershagen (673) 2014 in Penzlin 2. Krukow (179) 2014 in Penzlin 3. Lapitz (167) 2014 in Penzlin 4. Mallin (407) 2014 in Penzlin 5. Möllenhagen (1.876) 6. Penzlin, Città * (4.120) 7. Puchow (152) 2014 in Penzlin | - 3. Röbel-Müritz 1. Altenhof (408) 2014 in Robel/Muritz 2. Bollewick (416) 3. Buchholz (146) 2014 in Robel/Muritz 4. Bütow (499) 2014 in Robel/Muritz 5. Fincken (424) 6. Gotthun (299) 2014 in Robel/Muritz 7. Grabow-Below (131) 2014 in Robel/Muritz 8. Groß Kelle (142) 2014 in Robel/Muritz 9. Kieve (148) 2014 in Robel/Muritz 10. Lärz (568) 2014 in Robel/Muritz 11. Leizen (523) 2014 in Robel/Muritz 12. Ludorf (513) 2014 in Robel/Muritz 13. Massow (221) 2014 in Robel/Muritz 14. Melz (395) 2014 in Robel/Muritz 15. Priborn (425) 2014 in Robel/Muritz 16. Rechlin (2.263) 2014 in Robel/Muritz 17. Röbel/Müritz, Città * (5.335) 18. Schwarz (416) 2014 in Robel/Muritz 19. Sietow (659) 2014 in Robel/Muritz 20. Stuer (291) 2014 in Robel/Muritz 21. Vipperow (436) 2014 in Robel/Muritz 22. Wredenhagen (534) 2014 in Robel/Muritz 23. Zepkow (230) 2014 in Robel/Muritz | - 4. Seenlandschaft Waren [Sede: Waren (Müritz)] 1. Grabowhöfe (1.059) 2. Groß Dratow (387) 2014 in Waren (Muritz) 3. Groß Gievitz (497) 2014 in Waren (Muritz) 4. Groß Plasten (812) 2014 in Waren (Muritz) 5. Hinrichshagen (171) 2014 in Waren (Muritz) 6. Hohen Wangelin (746) 2014 in Waren (Muritz) 7. Jabel (606) 2014 in Waren (Muritz) 8. Kargow (748) 2014 in Waren (Muritz) 9. Klink (1.166) 2014 in Waren (Muritz) 10. Klocksin (419) 2014 in Waren (Muritz) 11. Lansen-Schönau (493) 12. Moltzow (358) 2014 in Waren (Muritz) 13. Neu Gaarz (128) 2014 in Waren (Muritz) 14. Schloen (470) 2014 in Waren (Muritz) 15. Schwinkendorf (573) 16. Torgelow am See (452) 17. Varchentin (397) 18. Vielist (528) 19. Vollrathsruhe (507) |